# Fiume Veneto
Fiume Veneto ist eine Gemeinde  im Nordosten Italiens in der Region Friaul-Julisch Venetien. Sie liegt etwa 90 Kilometer nordwestlich von Triest und rund sieben Kilometer südöstlich von Pordenone. Fiume Veneto hat 11.821 Einwohner (Stand 31. Dezember 2023) auf einer Fläche von 35,8 km².
Die Gemeinde umfasst neben dem Hauptort Fiume Veneto vier weitere Ortschaften und Weiler (Frazioni): Bannia, Cimpello, Pescincanna und Praturlone. Die Nachbargemeinden sind Azzano Decimo, Casarsa della Delizia, Chions, Pordenone, San Vito al Tagliamento und Zoppola.
Die Veranstaltung Fiumettopoli in Fiume Veneto ist seit 2000 eines der wichtigsten Ereignisse für nationale Comic-Autoren.

## Städtepartnerschaften
Fiume Veneto ist verschwistert mit
- Sirnitz, Gemeinde Albeck in Kärnten, Österreich, seit 1993
- Hude in Niedersachsen, Deutschland, seit 2002
- Castelsarrasin in der Region Okzitanien, Frankreich, seit 2007

## Söhne und Töchter der Gemeinde
- Federico Barbaro (1913–1996), Essayist und Übersetzer
- Elia Antonio Liut (1894–1952), Pilot, unter anderem beim ersten Flug über die Anden